# Schiedsrichter Fertig
Schiedsrichter Fertig (Untertitel: Eine Litanei) ist eine monologische Erzählung von Thomas Brussig.

## Veröffentlichung
Die Erzählung erschien 2007 im Residenz Verlag. 2008 folgte das vom Autor selbst gesprochene Hörbuch im Jumbo Verlag unter dem Label GoyaLiT und 2009 die Taschenbuchausgabe im S. Fischer Verlag, wo sie seit 2013 auch als E-Book erhältlich ist.
Übersetzungen erschienen 2008 in türkischer, 2009 in italienischer, 2012 in japanischer und 2016 in tschechischer Sprache.
Eine Bühnenfassung veröffentlichte Brussig 2009 im Henschel Schauspiel Theaterverlag.

## Handlung
Der Ich-Erzähler der Geschichte ist der Fußballschiedsrichter Uwe Fertig. Während er ein Gerichtsgebäude verlässt und über den Vorplatz des Gerichts zu seinem Auto geht, wird der Leser Zeuge eines inneren Monologs, der Fertigs gesamte Schiedsrichterkarriere umfasst: Diese begann er als Jugendlicher in Ostberlin, und sie führte ihn später als FIFA-Schiedsrichter in die größten Stadien. Fertig macht seinem Ärger Luft über alles, was ihn am Schiedsrichterdasein stört, z. B.:
- der ihm von den Fans entgegenschlagende Hass,
- die mangelnde Würdigung guter Schiedsrichterleistungen in den Medien,
- die subtilen Beeinflussungsversuche durch Vereinsfunktionäre,
- die Unmöglichkeit, eine Entscheidung zurückzunehmen,
- die im Vergleich zu den Spielern geringe Entlohnung (Fertig ist kein Profischiedsrichter, sondern arbeitet als Versicherungskaufmann.)
- Spieler, die Fouls vortäuschen oder die Regeln zu ihren Gunsten ausnutzen

An mehreren Stellen vergleicht er Schiedsrichter mit Chirurgen: Auch diese könnten eine Entscheidung bzw. einen Schnitt nicht mehr rückgängig machen, seien im Gegensatz zu Schiedsrichtern aber durch eine Berufshaftpflichtversicherung geschützt.
Immer wieder schweift Fertig vom Thema Fußball ab und erzählt aus seinem Leben: Mit zehn Jahren verliebte er sich in seine Nachbarin und Mitschülerin Judith. Auch von Judiths Vater ist er fasziniert wegen dessen Klugheit und Wortgewandtheit. Sie wohnen in einem Hochhaus nahe der Berliner Mauer, und eines Tages unternimmt Judiths Familie einen erfolglosen Fluchtversuch. Fertig sieht sie erst 16 Jahre später (nach der Wiedervereinigung) bei einem Klassentreffen wieder und die beiden werden ein Paar.
Erst auf den letzten Seiten werden die drei Themen Fußball, Chirurgie und die Beziehung zu Judith zusammengeführt und damit auch Rahmen- und Binnenhandlung: Während Fertig in eine weit entfernte Stadt zu einem Fußballspiel fährt, bekommt Judith starke Bauchschmerzen. Im Krankenhaus bekommt sie eine Gallenspiegelung und stirbt durch einen ärztlichen Kunstfehler: Der Arzt erkennt nicht, dass die Gallenblase perforiert wurde und die auslaufende Galle die anderen Organe geschädigt hat.
Fertig verklagt den Arzt, Judiths Vater möchte sich aber an der Klage nicht beteiligen. Er empfindet es als anmaßend, Ärzten sein Leben anzuvertrauen und sie dann für Fehler, vor denen kein Mensch gefeit sei, zur Verantwortung zu ziehen. Da der Arzt ausgerechnet bei Fertig seine Berufshaftpflichtversicherung abgeschlossen hat, muss Fertig in zwei entgegengesetzten Rollen bei dem Prozess erscheinen: als Kläger und als Vertreter der beklagten Versicherung. Im Gegensatz zum Stadion, wo er auf keiner Seite steht, steht er hier auf beiden Seiten und fühlt sich damit sehr unwohl. Letztendlich wird die Klage gegen den Arzt abgewiesen.

## Rezeption
Schiedsrichter Fertig wurde übereinstimmend positiv rezensiert, z. B. in der Zeit, der Welt, im poetenladen, bei jetzt oder bei Deutschlandfunk Kultur. Hervorgehoben werden dabei besonders der wütende, anklagende Erzählstil, Fertigs gesellschaftskritischer Rundumschlag sowie das überraschende, emotionale Ende. Dietmar Jacobsen (in seiner Rezension für poetenladen) vergleicht Brussigs Stil mit dem von Thomas Bernhard, dem Brussig jedoch nicht „das Wasser [...] reichen“ könne, weswegen Jacobsen das Buch „nicht zu des Autors Hauptwerken zählen“ möchte.

## Adaption
Unter der Regie von Alexander Schilling wurde 2008 am Staatstheater Nürnberg ein Monodrama nach Schiedsrichter Fertig aufgeführt, das aber wegen fehlender Zustimmung des Autors nicht als Uraufführung seines Textes bezeichnet werden durfte.

## Auszeichnung
Bei der Wahl zum Fußballbuch des Jahres 2008 durch die Deutsche Akademie für Fußball-Kultur erreichte Schiedsrichter Fertig den 2. Platz.